# Enzo Del Re
(Enzo Del Re, Lavorare con lentezza)
Enzo Del Re, all'anagrafe Vincenzo Del Re (Mola di Bari, 24 gennaio 1944 – Mola di Bari, 6 giugno 2011), è stato un cantautore italiano.

## Biografia
Inizia a comporre e cantare le sue canzoni nel 1958, alla Festa dell'Unità del suo paese. È autodidatta e prende alcune lezioni di piano in un negozio di Bari Vecchia. Abbandona presto gli strumenti classici, per passare alle percussioni di oggetti vari, con cui si accompagna mentre canta. Oltre a queste percussioni povere riscopre l'uso della lingua, iniziato per scherzo a scuola, e il suo corpo si fa strumento, in particolare con quello che lui chiama il "linguafono", ossia il rumore prodotto dallo schiocco della lingua sul palato, modulato dalle aperture-chiusure della bocca.
Negli anni sessanta lavora per il padre, esportatore di frutta, al mercato ortofrutticolo di Firenze. Dopo l'alluvione del 1966, durante i concerti per gli Angeli del Fango, conosce Antonio Infantino e partecipa al suo primo disco, Ho la criniera da leone (perciò attenzione), edito dalla Ricordi, suonando sedie, tumbe e altre percussioni, ma Del Re fa anche da seconda voce in molti brani di quell'album.
Grazie al suggerimento di Nanni Ricordi, entra, sempre con Infantino, nel cast della seconda edizione dello spettacolo Ci ragiono e canto, allestito dalla compagnia Nuova Scena di Dario Fo. Debuttano quindi nel 1969, alla Camera del Lavoro di Milano con due brani di straordinario successo e composti insieme a Infantino e lo stesso Dario Fo: Povera gente ed Avola.
Nel frattempo continua la collaborazione con Infantino, insieme al quale registra anche un disco per la campagna elettorale del PCI del 1968, quattro brani incisi presso la sede nazionale di Botteghe Oscure. Con lui cavalcano i palcoscenici del cabaret milanese di Enzo Jannacci e del Folkstudio di Roma. Lo spettacolo si chiama Scatola 3. Successivamente, Antonio Infantino esce da Nuova Scena e va a lavorare in Brasile come architetto, continuando a produrre musica. Quando torna in Italia approfondisce la sua attività di etnomusicologo lucano con il gruppo dei Tarantolati di Tricarico.
Enzo Del Re resta invece nel gruppo teatrale, anche dopo l'uscita di Dario Fo e di Franca Rame. Con la regia di Vittorio Franceschi partecipa con un ruolo primario a numerosi spettacoli: Un sogno di sinistra, MTM, Diario di Classe, Qui tutto bene e così spero di te, Le dimensioni del Nero.
Nel 1973 lascia il gruppo per entrare nel circuito costruito da Pino Masi e Sergio Martin dei Circoli Ottobre. Negli anni a seguire Enzo Del Re diventa una delle figure più radicali della scena musicale italiana, per i suoi testi dal forte contenuto politico e civile e per la sua scelta di non utilizzare strumenti musicali tradizionali ma soltanto percussioni costruite con materiali di recupero, in genere sedie. Inoltre, alle sue esibizioni chiede come cachet l'equivalente del salario giornaliero di un metalmeccanico.
I suoi dischi, distribuiti da piccole etichette e di fatto venduti durante i suoi concerti o nel corso di manifestazioni politiche varie, racchiudono sia sue composizioni che brani tradizionali riarrangiati (il nome del primo album, Maul, è quello dialettale della città del cantautore); in un suo 45 giri pubblicato per l'etichetta Dischi del Circolo Ottobre, Tonino Miccichè (e dedicato al militante di Lotta Continua ucciso a Torino nel 1975), riutilizza una musica di Mikīs Theodōrakīs.
Dalla fine degli anni settanta Del Re torna a vivere alla natia Mola di Bari. Negli anni novanta produce due musicassette con il titolo di Canzoni di lotta contro i nemici dell'8 marzo e un cofanetto quadruplo (sempre in supporto cassetta), La leggenda della nascita di Mola. Entrambi i titoli contengono brani in dialetto molese, incentrati sul carattere identitario della storia locale e sui prodotti della terra e del lavoro. La loro realizzazione è curata da uno Studio nato negli anni ottanta a Bari, il Funkfulla, il cui direttore artistico è Romolo Epifania. Il cofanetto viene messo in vendita dallo stesso autore sulle bancarelle ai concerti o direttamente da casa sua.
Nel 2001, dopo qualche anno di silenzio, Enzo Del Re torna a esibirsi dal vivo in un concerto ad Alberobello all'interno della rassegna Experimenta, diretta da Gianluigi Trevisi (direttore artistico di Time Zones). 
Il suo brano più famoso è Lavorare con lentezza, composto nel 1974 e utilizzato dalla piccola emittente radiofonica bolognese Radio Alice come sigla di apertura e chiusura delle proprie trasmissioni. A questo brano Enzo Del Re lega sempre, nelle sue esibizioni dal vivo, Tengo 'na voglia e fa niente senza soluzione di continuità. Per la prima volta dopo oltre tre decenni è tornato ad incidere questi brani per il CD di Gianni Cellamare U Popole mije, edito dall'Associazione Latarantola nel 2009.
Nel 2006 partecipa al Festival Stradarolo, ideato e diretto dai Têtes de Bois. Sempre con i Tetes de Bois canta "Lavorare con lentezza" in una tappa del loro tour "Avanti Pop". Parte della sua esibizione è contenuta nel libro dvd I diari del camioncino a cura di Timisoara Pinto.
Il primo maggio 2010 suona a Roma, per il tradizionale concerto in Piazza San Giovanni, all'interno del set di Vinicio Capossela, presentando fra l'altro le già citate Lavorare con lentezza e Tengo 'na voglia e fa niente, veri cavalli di battaglia dell'artista. Con Capossela, Enzo Del Re si era già esibito il 23 agosto 2009 ad Ariano Irpino cantando anche Comico ed Io e la mia sedia.
Il 13 novembre 2010 Del Re è per la prima (e ultima) volta ospite alla Rassegna della Canzone d'Autore presso il Teatro Ariston di Sanremo, dove esegue Scittrà, Lavorare con lentezza e Tengo 'na voglia e fa niente.
Vinicio Capossela ha ricordato il collega su La Repubblica del 12 giugno 2011, in occasione del funerale dell'artista.

## Opere su Enzo Del Re
Il titolo del film Lavorare con lentezza - Radio Alice 100.6 MHz, diretto nel 2004 da Guido Chiesa, è ispirato al brano omonimo, composto nel 1974 da Del Re e utilizzato dall'emittente radiofonica bolognese Radio Alice come sigla di apertura e chiusura delle proprie trasmissioni. 
Nel 2004 Enzo Del Re è, insieme a Uccio Aloisi, Tonino Zurlo, Cantori di Carpino e Matteo Salvatore, uno dei protagonisti del documentario Le Storie Cantate- Viaggio tra i Cantastorie di Puglia a cura di Nicola Morisco e Daniele Trevisi. Gli stessi autori hanno presentato nel 2010, al Festival del Cinema di Bari (Bif&st) il documentario Il Banditore.
Nello stesso 2010 gli è stato dedicato il documentario Io e la mia sedia, che contiene anche il videoclip del brano Povera gente (presentato alla stampa nella suddetta occasione del Premio Tenco). Il documentario, con regia di Angelo Amoroso D'Aragona, è stato prodotto da More Production e Teca del Mediterraneo, la Biblioteca del Consiglio Regionale della Puglia all'epoca diretta da Waldemaro Morgese. In una seconda edizione il documentario potrà essere integrato con interviste a Dario Fo, Sergio Martin, Pino Masi, Andrea Satta dei Têtes de Bois ed altri. Altre interviste sono rivolte ad Antonio Infantino, Vittorio Franceschi, Paolo e Isabella Ciarchi, Roberta Cancelli, Romolo Epifania dello Studio Funkfulla, oltre che al cantautore pugliese, di cui compaiono anche estratti dai concerti con Vinicio Capossela tra il 2009 e il 2010.
Nel 2022 il musicista Vito "Forthyto" Quaranta ha rivisitato integralmente l'album Maul di Enzo Del Re, proponendolo con nuovi arrangiamenti.

## Discografia parziale
Album in studio
- 1967 - percussioni e seconda voce per Antonio Infantino “Ho la criniera da leone (perciò attenzione)” (Dischi Ricordi)
- 1968 - in Dario Fo "Ci ragiono e canto nr.2" (Nuova Scena)
- 1968 - (senza titolo, con Antonio Infantino) Canzoni per la campagna elettorale (edizioni PCI)
- 1969 - "Un sogno di sinistra" (Nuova Scena)
- 1969 - "MTM" (Nuova Scena)
- 1970 - "Diario di Classe" (Nuova Scena)
- 1971 - “Qui tutto bene… e così spero di te (Emigrazione & Imperialismo)” (Nuova Scena)
- 1972 - "La dimensione del nero" (Nuova Scena)
- 1973 - Maul (Voci e ritmi)
- 1974 - Il banditore (CP Record, CP 002)
- 1992 - “A lëggendë da nascëtë dë Maulë” cofanetto con 4 musicassette (edizioni Enzo Del Re realizzate da Funkfulla)
- 1994 - "Canzoni di lotta contro i nemici dell'8 marzo" Cassetta 1 (edizioni Enzo Del Re realizzate da Funkfulla)
- 1994 - "Canzoni di lotta contro i nemici dell'8 marzo" Cassetta 2 (edizioni Enzo Del Re realizzate da Funkfulla)
- 2009 - in Gianni Cellamare "U Popole mije" (Latarantola)

Singoli
- 1975 - "Canzone per Tonino Miccichè / San Basilio" (Circoli Ottobre, CO15)

## Documentari
- (2005): "Le storie cantante- Viaggio tra i cantastorie di Puglia-" di Nicola Morisco e Daniele Trevisi (Regione Puglia - Assessorato alla Cultura). AA.VV: Enzo Del Re, Uccio Aloisi, Tonino Zurlo, Cantori di Carpino e Matteo Salvatore. Con il contributo di Antonio Infantino, Moni Ovadia, Daniele Sepe e Michele Placido.
- (2010): "Il Banditore" di Nicola Morisco e Daniele Trevisi (Presentato al Festival del Cinema di Bari Bif&st 2011)
- 2010: "Io e la mia sedia" di Angelo Amoroso d'Aragona, Edizioni Dal Sud per Teca del Mediterraneo e More Production, 63 minuti
- 2010: "Il pugno sulla sedia - La leggenda popolare di Enzo Del Re", radiodocumentario breve di Francesco Cristino realizzato per l'emittente tedesca Funkhaus Europa